# Indirana tenuilingua
Indirana tenuilingua es una especie  de anfibios de la familia Ranidae.

## Distribución geográfica
Es  endémica de Ghats Occidentales en la India. Fue descubierto en un lugar llamado "Kempholey, Hassan" en Karnataka, altitud 400 m.